# Arakel Karamian
Arakel Karamian (ur. 20 lipca 1963 w Jeranos) – duchowny Apostolskiego Kościoła Ormiańskiego, od 1997 biskup Kotajk.

## Życiorys
Święcenia kapłańskie przyjął w 1998. Sakrę biskupią otrzymał 15 czerwca 1997.